# Ignacy Pawłowski (historyk)
Ignacy Pawłowski (ur. 2 listopada?/15 listopada 1916 w Słobodzie Czerneckiej (na Nowogródczyźnie), zm. 28 października 1998 w Warszawie) – polski wojskowy i historyk, pułkownik Ludowego Wojska Polskiego.

## Życiorys
W 1936 ukończył szkołę w Marchlewsku, następnie studiował historię w Instytucie Pedagogicznym w Pietropawłowsku. W 1941 został zmobilizowany do Armii Czerwonej, od 1943 służył w I Dywizji im. Tadeusza Kościuszki, m.in. walczył pod Lenino. Następnie służył w 2 Dywizji Piechoty im. Jana Henryka Dąbrowskiego, gdzie dowodził plutonem, następnie kompanią 5 Pułku Piechoty, uczestniczył w operacji berlińskiej.
Po II wojnie światowej pozostał w Polsce, służył w Warszawskim Okręgu Wojskowym. W 1949 przyjął obywatelstwo Polskie i został skreślony z ewidencji Armii Czerwonej, był wówczas w stopniu podpułkownika. W tym samym roku rozpoczął studia historyczne na Uniwersytecie Warszawskim (został wpisany na IV rok). W 1951 obronił pracę magisterską napisaną pod kierunkiem Żanny Kormanowej. W latach 1951–1971  pracował w Wojskowej Akademii Politycznej im. Feliksa Dzierżyńskiego. W 1958 obronił pracę doktorską w Instytucie Historii PAN. W 1963 otrzymał stopień doktora habilitowanego na podstawie pracy Polityczna działalność KPP w latach 1918-1928 (było to pierwsze kolokwium habilitacyjne w dziejach WAP) i został zatrudniony jako docent. Był tam m.in. prodziekanem Wydziału Historycznego (1956-1964) i kierownikiem Katedry Historii Polski i Polskiego Ruchu Robotniczego (od 1969). Służbę wojskową zakończył w stopniu pułkownika
Od 1972 pracował w Wyższej Szkole Pedagogicznej w Opolu, jako docent w Instytucie Historii. W 1976 otrzymał tytuł profesora nadzwyczajnego nauk humanistycznych, w latach 1978-1981 był dyrektorem Instytutu Historii, kierował także Zakładem Historii Najnowszej. W 1983 ubiegał się o stanowisko rektora WSP. Przeszedł na emeryturę w 1987.
Wypromował 7 doktorów i ponad 360 magistrów.
Był odznaczony Krzyżem Walecznych, Złotym Krzyżem Zasługi, Medalem „Za udział w walkach o Berlin” i Medalem za Warszawę 1939–1945.

## Wybrane publikacje
- Rządy ludowe w Polsce w 1918
- Historia powszechna 1918-1945
- Geneza i działalność Organizacji Spiskowo-Bojowej PPS